# La Bonne
El Centre de Cultura de Dones Francesca Bonnemaison, conegut com la Bonne, és un centre cultural de Barcelona dedicat a la trobada, l'intercanvi i la creació de projectes culturals feministes, caracteritzat per un treball multidisciplinar que engloba diversos àmbits. Es troba a la segona i tercera planta de la Casa Cordelles, edifici catalogat com a bé cultural d'Interès local. Atorga el premi de poesia Francesca Bonnemaison i el de Joves Creadores.

## Història i descripció
És el successor de l'Institut de Cultura i Biblioteca Popular de la Dona, fundat el març de 1909 per Francesca Bonnemaison, juntament amb Clementina Arderiu, Caterina Albert, Dolors Monserdà i altres amigues. Al portal d'entrada s'hi pot veure una inscripció amb el nom de l'antiga institució, que va ocupar l'edifici el 1922 i va ser suprimida després de la Guerra Civil espanyola. El 1941, la biblioteca (actualment pública i amb el nom de la fundadora) i el casal van passar a mans de la Diputació de Barcelona.

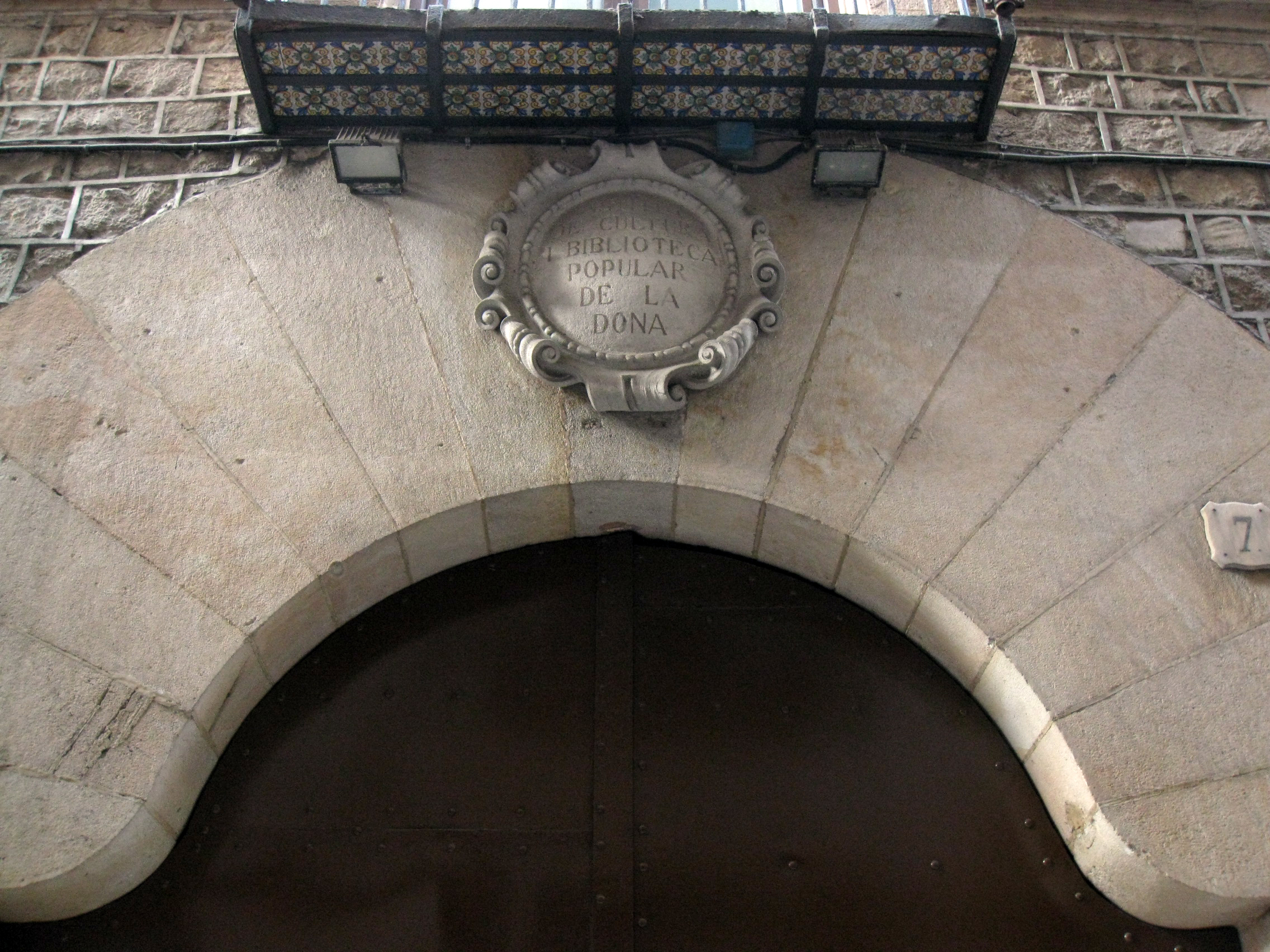
Escut de l'Institut de Cultura i Biblioteca Popular de la Dona al portal de la Casa Cordelles

El 1996 ja es parlava del futur incert de l'edifici, i s'albirava el trasllat de l'Institut del Teatre —que aleshores ocupava el casal— a unes altres instal·lacions. En aquells moments, durant la gestació de les jornades «20 anys de feminisme a Catalunya» va néixer la Xarxa Feminista, una forma organitzativa del moviment feminista de Barcelona que va iniciar la reivindicació de l'espai: uns 80 grups de dones van signar un manifest i fer una campanya per recuperar-lo com a centre de cultura de dones. Finalment, l'any 2000, l'Institut del Teatre es va traslladar a la Ciutat del Teatre de Montjuïc, i el 2003, la Diputació va aprovar el conveni de cessió de l'espai a l'associació promotora del Centre de Cultura de Dones, que va néixer d'aquesta unió d'entitats. Des de llavors, el centre havia intentat que l'edifici tornés als usos pels quals havia estat concebut, un espai de lluita per a la igualtat de gènere i de creació feminista que Francesca Bonnemaison havia fet construir i que va cedir a la Diputació amb la condició que aquest seguís sent un espai de dones.
Després de 15 anys de treball, l'any 2019 va veure amenaçada la seva continuïtat a llarg termini, ja que la Diputació els oferia un contracte de lloguer per tan sols dos anys, negant-se a renovar-los el conveni per utilitzar l'espai més enllà del 2021, mentre que La Bonne reclamava que se'ls oferís un nou contracte de 15 anys com a mínim, com el que estava vigent en aquells moments. Malgrat les reclamacions del centre i de veus públiques, aviat es van veure trencades les negociacions a l'espera d'una nova proposta per part de la Diputació que garantís la continuïtat del projecte, que aleshores ja abastava més de 200 organitzacions de dones i feministes.
El 2022, quan feia 150 anys del naixement de la seva fundadora i 100 que s'havien traslladat al carrer de Sant Pere Més Baix, es va celebrar el 20è aniversari del centre. En aquell moment, la biblioteca comptava amb un fons de més de 8.000 documents especialitzats en dones i feminismes. Actualment, l'entitat és un centre per a l'activisme, el pensament i la recerca alhora que també un punt de confluència de diversos feminismes i un espai dotat de recursos per a la pràctica artística de les creadores. L'oferta compta amb residències per a, entre d'altres, les arts escèniques, la performance i projectes radiofònics i audiovisuals; aquest últim sector és l'àmbit d'especialització del centre.
La comunitat la conformen una norantena d'entitats i organitzacions feministes, tan dispars com Sindillar, el primer sindicat independent de treballadores de la llar i les cures i l'associació Dones Visuals, que defensa i promou la presència de les dones en el sector audiovisual. El centre se sustenta amb les aportacions econòmiques de les sòcies, subvencions, projectes i campanyes, segons va explicar Marta Vergonyós, la seva directora.